# 윤환 (배우)
윤환(1987년 3월 16일 ~ )은 대한민국의 배우이다.

## 학력
- 건국대학교 영화 학사

## 출연작

### 드라마
- 《나의 봄을 찾아줘》 (2015년, 웹드라마)
- 《날 녹여주오》 (2019년, tvN)
- 《닥터 로이어》 (2022년, MBC) - 반석병원 R&D 센터 센터장 취임식 사회자 역
- 《빅마우스》 (2022년, MBC)

### 영화
- 《영웅 안중근》 (2016년) - 단지동맹 12인 역
- 《굿바이 싱글》 (2015년) - 클럽 지훈 친구 역
- 《널 기다리며》 (2016년) - 강력2팀 형사 4 역
- 《뷰티 인사이드》 (2015년) - 우진19 역
- 《위험한 상견례 2》 (2015년) - 아지트 파티남 역
- 《강남 1970》 (2015년) - 무덤가 영등포파 역

## 수상
- 2006년 제5회 전국청소년 영상창작제 대상
- 2006년 제9회 청소년영상페스티벌 별빛작품상
- 2006년 제6회 대한민국청소년영화제 중고등부 촬영상
- 2006년 제6회 대한민국청소년영화제 중고등부 장려상
- 2005년 제5회 대한민국청소년영화제 우수 기획상